# صموئيل هورغان
صموئيل هورغان (بالإنجليزية: Samuel Horgan)‏ هو دراج نيوزيلندي، ولد في 20 أبريل 1987 في كرايستشرش في نيوزيلندا.

## وصلات خارجية
- صموئيل هورغان على موقع الاتحاد الدولي للدراجات (الإنجليزية)
- صموئيل هورغان على موقع أرشيف الدراجات (الإنجليزية)
- صموئيل هورغان على موقع إحصائيات الدراجات الإحترافية (الإنجليزية)
- صموئيل هورغان على موقع نسبة الدراجات (الإنجليزية)